# Ofelia Hambardzumian
Ofelia Hambardzumian c. Karapeta (orm. Օֆելյա Կարապետի Համբարձումյան) (ur. 9 stycznia 1925 w Erywaniu, zm. 13 czerwca 2016 tamże) – ormiańska wokalistka muzyki ludowej. Ludowa Artystka Armenii.

## Życiorys
Od młodych lat charakteryzowała się pięknym głosem. Ukończyła szkołę muzyczną Romanosa Melikiana. W 1944 została solistką Zespołu Instrumentów Ludowych Armeńskiego Radia.
Jej repertuar zawiera klasyczną muzykę armeńską oraz muzykę ludową. Jest znana z wykonywania pieśni Sajat-Nowa, XVIII-wiecznego gusana (barda). Wykonuje także muzykę Fahrada, Dżiwaniego i Szerama, jak również współczesnych bardów Szahena, Hawasiego i Aszota.
W 1959 odznaczona tytułem Ludowej Artystki Armeńskiej SRR. W 2011 odznaczona Orderem św. Mesropa Masztoca za wkład w ormiańską sztukę wokalną.
Zmarła 13 czerwca 2016 w Erywaniu.